# فويكسا
بلدية فويكسا (بالإسبانية: Foixá) هي بلدية تقع في مقاطعة جرندة التابعة لمنطقة كتالونيا شمال شرق إسبانيا.

## الديموغرافيا
بلغ عدد سكان بلدية فويكسا 318 نسمة عام 2011 (وفقاً للمعهد الوطني الإسباني للإحصاء).
| 317 | 317 | 319 | 329 | 324 | 336 | 318 |